# Szvinista
Szvinista (macedónul: Свиништа) település Észak-Macedóniában, a Délnyugati körzet Ohridi járásában.

## Népesség
| Lakosok száma | 744  | 840  | 833  | 701  | 354  | 136  | 130  | 64   | 22   |
|               | 1948 | 1953 | 1961 | 1971 | 1981 | 1991 | 1994 | 2002 | 2021 |

2002-ben 64 lakosa volt, akik mindannyian macedónok.